# Alvarado (Texas)
Alvarado è un comune degli Stati Uniti d'America, nella contea di Johnson, nello Stato del Texas.
Secondo il censimento del 2000 vi abitavano 3288 persone: l'81,3% della popolazione era bianca, il 7,15% afroamericana, lo 0,61% nativa americana, lo 0,43% asiatica, il 9,25% di altre etnie e l'1,28% di due o più etnie.